# Kovács Dénes (színművész)
Kovács Dénes (Ugod, 1925. július 30. – 2016. szeptember 29. vagy előtte) magyar színész, a Pécsi Nemzeti Színház örökös tagja.

## Életpályája
Ugodon született 1925. július 30-án. Az Országos Színészegyesület Színészképző Iskolájában kapott színészi oklevelet 1948-ban. 1947-től a Művész Színházban szerepelt. 1948-tól a Belvárosi Színház, 1951-től az Ifjúsági Színház, majd a Petőfi Színház szerződtette. 1956-tól Győrben játszott. 1958-tól egy évadot Irodalmi Színpadnál töltött. 1959-től a Magyar Néphadsereg Művészegyüttes tagja volt. 1967-ben a Pécsi Nemzeti Színházhoz szerződött, ahol nyugdíjazásáig játszott. 1992-től a színház örökös tagja volt, 2005-ben megkapta a Pécsi Nemzeti Színházért alapítvány nívódíját. Minden műfajban otthonosan mozgott, többnyire jellemszerepeket alakított, rendezéssel is foglalkozott.

## Fontosabb színházi szerepei
- William Shakespeare: Vízkereszt vagy amit akartok.... Bohóc
- William Shakespeare: Szentivánéji álom.... Ösztövér, szabó
- William Shakespeare: Hamlet.... Színészkirály
- William Shakespeare: Lear király.... Orvos
- William Shakespeare: Ahogy tetszik.... Csűrcsavar Olivér, lelkész
- William Shakespeare: Szeget szeggel.... Rémes úr, a hóhér
- William Shakespeare: A vihar.... Kormányos
- William Shakespeare: Macbeth.... Ross
- William Shakespeare: Antonius és Kleopátra..... Nevelő, Antonius híve
- William Shakespeare: Titus Andronicus.... Kapitány
- Molière: Tartuffe.... Tartuffe
- Molière: Scapin furfangjai.... Argante
- Molière: Don Juan.... Francisco, koldus
- Anton Pavlovics Csehov: Platonov.... Markó
- Szophoklész: Oidipus király.... Második tanácsos
- Aiszkhülosz: Perzsák.... Perzsa vének karának tagja
- Arisztophanész: Lysistraté.... Spártai követ
- Mihail Afanaszjevics Bulgakov: Képmutatók cselszövése.... Bartholomé atya
- Mihail Afanaszjevics Bulgakov: Menekülés.... Apát; Állomásfőnök
- Mihail Afanaszjevics Bulgakov – Spiró György: Optimista komédia.... Főnök
- Makszim Gorkij: Ellenségek.... Mihail Szkrobotov
- Friedrich Schiller: Don Carlos.... Alessandro Farnese, pármai herceg
- Friedrich Schiller: Haramiák.... Szerzetes
- Albert Camus: Caligula.... Lepidus
- Georg Büchner: Leonce és Léna.... Iskolamester
- Georg Büchner: Danton halála.... Chaumette
- Henrik Ibsen: Peer Gynt.... Aslak, kovács
- George Bernard Shaw: Tanner John házassága.... Anarchista
- Alfred Jarry: Übü király.... Elek cár, Második paraszt, Harmadik nemes
- Arthur Miller: Pillantás a hídról.... Marco
- Arthur Miller: Közjáték Vichyben.... Cigány
- Bertolt Brecht: Egy fő az egy fő.... Vang úr
- Bertolt Brecht: Dobok és trombiták.... Mr. Smuggler, bankár
- Reginald Rose: Tizenkét dühös ember.... 9. esküdt
- John Whiting: Ördögök.... Adam, gyógyszerész
- Eduardo De Filippo: Vannak még kísértetek.... Rafael, a portás
- Eugène Labiche: A florentin kalap.... Káplár
- Georges Feydeau: Osztrigás Mici.... Chatneau, abbé
- Georges Feydeau: A balek.... Rendbiztos
- Trevor Griffiths: Komédiások.... Bert Challenor
- Horace McCoy – Ungvári Tamás: A lovakat lelövik, ugye?.... Mr. Maxwell
- Franz Kafka – Morcsányi Géza – Szikora János: A per.... Huld ügyvéd
- Agatha Christie: 	Tíz kicsi néger.... Mr. Rogers
- Mark Twain: Tom Sawyer kalandjai.... Sprague tiszteletes
- Charles Dickens: Twist Olivér.... Monks
- Ugo Betti: Bűntény a kecskeszigeten.... Edoardo, öregember
- Marc Connelly: Zöld legelők.... Sém, Noé egyik fia
- Heltai Jenő: A néma levente.... Öreg pap
- Herczeg Ferenc: Bizánc.... Dukasz, népszónok
- Szomory Dezső: Hagyd a nagypapapát!.... Eisler
- Molnár Ferenc: A Pál utcai fiúk.... Csetneky úr
- Déry Tibor: Az óriáscsecsemő.... Hóhér
- Illyés Gyula: Dupla vagy semmi, azaz két életet vagy egyet sem.... András, Márta öccse
- Illyés Gyula: Tiszták.... Ferrier dominikánus
- Illyés Gyula: Bölcsek a fán.... Fűrész
- Weöres Sándor: A kétfejű fenevad.... Lotharingiai Károly herceg; Vincens, császári adószedő
- Weöres Sándor: A holdbeli csónakos.... Kínai börtönőr
- Tamási Áron: Ősvigasztalás.... Botár Márton, Jula mostohaapja
- Garai Gábor: A reformátor.... Johannes Luther, Márton apja
- Hernádi Gyula: Falanszter.... Georg Flower
- Sükösd Mihály: A kívülálló.... Szíjjártó
- Forgách András: Vitellius.... Ács
- Bódy Gábor – Valerij Brjuszov: A tüzes angyal... Leonhard mester
- Békés Pál – Rozgonyi Ádám: Szegény Lázár.... Kereskedő
- Sárosi István: A húszmilliomodik év.... Doktor; Ezredes
- Sárosi István: Rákfene.... Flóri bácsi, főműtőssegéd
- Sárospataky István: Fekete tűz.... Degesz
- Lázár Ervin: A hétfejű tündér.... Bruckner Szigfrid, oroszlán
- Jerry Bock: Hegedűs a háztetőn.... A Rabbi
- Dés László: Valahol Európában.... Tanító
- Szakcsi Lakatos Béla - Csemer Géza: Cigánykerék.... Szekeres, Judit apja
- Ödön von Horváth: Mesél a bécsi erdő.... Idős úr
- Iszaak Oszipovics Dunajevszkij: Szabad szél.... Field
- Zerkovitz Béla: Csókos asszony.... Feri, henteslegény
- Jacobi Viktor: Leányvásár.... Harrison
- Kálmán Imre: Bajadér.... Parker ezredes
- Kálmán Imre: Ördöglovas.... Metternich
- Kálmán Imre: Cirkuszhercegnő.... Alfredo Benelli cirkuszigazgató; Saskusin
- Kálmán Imre: Csárdáskirálynő.... Báró
- Kálmán Imre: Az obsitos.... Bezirker, elöljáró
- Lehár Ferenc: Luxemburg grófja.... Lord Worchester
- Lehár Ferenc: A víg özvegy.... Prisics, őrnagy
- Huszka Jenő: Mária főhadnagy.... Simonich
- Ábrahám Pál: Hawaii rózsája.... Kanako Hilo
- Szirmai Albert – Bakonyi Károly – Gábor Andor: Mágnás Miska.... Eleméry Tasziló

## Rendezéseiből
- Szigligeti Ede – Tabi László: Párizsi vendég
- Molière: Kényeskedők

## Filmes, televíziós munkái
- Mátyás király Debrecenben (1965)
- Szigorított fegyház (1982)
- A verseny (1989)
- Anyegin (1990)
- Sose halunk meg (1993)
- Kis Romulusz (sorozat)

-5–6. rész (1995)